# Liste der Baudenkmäler in Aachen-Richterich
Die Liste der Baudenkmäler in Aachen-Richterich enthält die denkmalgeschützten Bauwerke auf dem Gebiet des Stadtbezirks Aachen-Richterich in Nordrhein-Westfalen (Stand: 27. September 2016). Diese Baudenkmäler sind in der Denkmalliste der Stadt Aachen eingetragen; Grundlage für die Aufnahme ist das Denkmalschutzgesetz Nordrhein-Westfalen (DSchG NRW).

## Denkmäler
Diese Teilliste der Liste der Baudenkmäler in Aachen umfasst alphabetisch nach Straßennamen sortiert die Baudenkmäler auf dem Gebiet der 1972 nach Aachen eingemeindeten Gemeinde Richterich, heute Aachener Gemarkung und Stadtbezirk Richterich.
| Bild                                  | Bezeichnung                           | Lage                                               | Beschreibung | Bauzeit                 | Eingetragen seit | Denkmal- nummer |
| ------------------------------------- | ------------------------------------- | -------------------------------------------------- | --- | ----------------------- | ---------------- | --------------- |
| Wohnhaus                              | Wohnhaus                              | Forsterheider Straße 22 Karte                      | |                         |                  |                 |
| Wohnhaus                              | Wohnhaus                              | Forsterheider Straße 29 Karte                      | |                         |                  |                 |
| Wohnhaus                              | Wohnhaus                              | Forsterheider Straße 48 Karte                      | |                         |                  |                 |
| „Gut Unterfrohnrath“                  | „Gut Unterfrohnrath“                  | Frohnrather Weg 109 Karte                          | erste Erwähnung 1397; Denkmalgebäude aus dem 18./19. Jh.; vierflügeliger Backsteinhof mit zweigeschossigem Wohnhaus mit unregelmäßigen Achsen und Walmdach | 18./19. Jh.             |                  |                 |
| „Gut Bückerhof“                       | „Gut Bückerhof“                       | Frohnrather Weg 161 (Teile) Karte                  | Ersterwähnung 1336; von dem ehemals Vierflügelhof nur die Scheune mit der Jahreszahl 1836 im Ankersplint erhalten geblieben, alle anderen Gebäudeteile neueren Datums in altem Stil | 1836                    |                  |                 |
| Panzersperren                         | Panzersperren                         | Geuchter Feldweg, zw. Horbach und Kohlscheid Karte | Teile des Westwalls; Höckerbauten aus Stahlbeton | 1938/39                 |                  |                 |
| „Geuchterhof“                         | „Geuchterhof“                         | Geuchter Weg 75 Karte                              | ehemals zum Erzbistum Köln gehörender vierflügeliger weiß geschlämmter Backsteinhof; Wohnhaus zweigeschossig und mit Walmdach; Wirtschaftsgebäude jünger und verändert | 13. Jh.                 |                  |                 |
| Wohnhaus                              | Wohnhaus                              | Gierstraße 14 Karte                                | | 1831                    |                  |                 |
| Wohnhaus                              | Wohnhaus                              | Grünenthaler Straße 12 Karte                       | |                         |                  |                 |
| Wohnhaus                              | Wohnhaus                              | Grünenthaler Straße 14 Karte                       | |                         |                  |                 |
| Wohnhaus                              | Wohnhaus                              | Grünenthaler Straße 16–18 Karte                    | |                         |                  |                 |
| Wohnhaus                              | Wohnhaus                              | Grünenthaler Straße 20 Karte                       | |                         |                  |                 |
| „Zehnthof“                            | „Zehnthof“                            | Grünenthaler Straße 35 Karte                       | ehemals wasserumwehrter Vierkanthof in Backstein, Front verputzt; langgestrecktes zweigeschossiges Wohnhaus mit Tordurchfahrt | 1800                    |                  |                 |
| „Gut Bau“                             | „Gut Bau“                             | Grünenthaler Straße 42 Karte                       | |                         |                  |                 |
| Wohnhäuser                            | Wohnhäuser                            | Hander Weg 60, 62, 64, 64a Karte                   | |                         |                  |                 |
| Gebäude                               | Gebäude                               | Hander Weg 66–70 Karte                             | |                         |                  |                 |
| „Gut Hand“                            | „Gut Hand“                            | Hander Weg 71 Karte                                | ehemals Standort der Auto-Sammlung Gut-Hand |                         |                  |                 |
| Wohnhaus                              | Wohnhaus                              | Hander Weg 72 Karte                                | |                         |                  |                 |
| weitere Bilder                        | „Haus Heyden“                         | Heyder Feldweg 50 Karte                            | Wasserburg; weitläufige, zum Teil wasserumwehrte Mehrflügelanlage, Hauptburg mit mächtigem quadratischem Bergfried, doppelte Vorburg, innere mit schlankem, rundem Treppenturm (14./15. Jh.), äußere Vorburg (1656) mit rundem Eckturm | 1303; 14./15. Jh., 1656 |                  |                 |
| weitere Bilder                        | „Untermühle“                          | Heyder Feldweg 110 (Teile) Karte                   | oberschlächtige Wassermühle am Amstelbach, diente als Mahlmühle, 1963/64 stillgelegt, derzeit Pferdepension; zweigeschossiges Mühlengebäude in Backstein, Mahlwerk im Inneren erhalten | 16./17. Jh.             |                  |                 |
| Wohnhaus                              | Wohnhaus                              | Horbacher Straße 27 Karte                          | | 1898                    |                  |                 |
| Wohnhaus                              | Wohnhaus                              | Horbacher Straße 28–30 Karte                       | |                         |                  |                 |
| Wohnhaus                              | Wohnhaus                              | Horbacher Straße 36 Karte                          | |                         |                  |                 |
| Wohnhaus und Pfarrbüro von St. Martin | Wohnhaus und Pfarrbüro von St. Martin | Horbacher Straße 52 Karte                          | bereits wurde der Bau eingestellt und erst im 19. Jh. vollendet | 1707                    |                  |                 |
| Wohnhaus und Pfarrheim St. Martin     | Wohnhaus und Pfarrheim St. Martin     | Horbacher Straße 55–57 Karte                       | Kellergeschoss mittelalterlich, darauf zwei zweigeschossige Häuser mit gemeinsamen Satteldach, traufseitig vier und drei Achsen, Jugendstilfassade, 1991 restauriert | 19. Jh.                 |                  |                 |
| Wohngebäude                           | Wohngebäude                           | Horbacher Straße 67–71 Karte                       | |                         |                  |                 |
| Wohnhaus (Teile)                      | Wohnhaus (Teile)                      | Horbacher Straße 73 Karte                          | | 1712                    |                  |                 |
| Wohnhaus                              | Wohnhaus                              | Horbacher Straße 74–76 Karte                       | |                         |                  |                 |
| Wohnhaus (Teile)                      | Wohnhaus (Teile)                      | Horbacher Straße 122–124 Karte                     | |                         |                  |                 |
| Wohnhaus (Teile)                      | Wohnhaus (Teile)                      | Horbacher Straße 256–258 Karte                     | |                         |                  |                 |
| „Gut Alte Forst“                      | „Gut Alte Forst“                      | Horbacher Straße 304 Karte                         | |                         |                  |                 |
| weitere Bilder                        | „Gut Rosenberg“                       | Horbacher Straße 319 Karte                         | Erste Erwähnung 1274; erbaut auf alten Fundamenten; ehemals von Wasser umgebener Vierseithof; Gutsgebäude 18. Jh.; Hauptbestand 19. Jh.; an einer Scheune die Jahreszahl 1914 in Eisenankern; Gebäudekomplex heute „Akademie für Handwerksdesign“ der Handwerkskammer Aachen | 1784                    |                  |                 |
| „Gut Pannhaus“                        | „Gut Pannhaus“                        | Horbacher Straße 322 Karte                         | |                         |                  |                 |
| Wohnhäuser                            | Wohnhäuser                            | Horbacher Straße 323, 325 Karte                    | |                         |                  |                 |
| Wohnhaus                              | Wohnhaus                              | Horbacher Straße 336–338 Karte                     | |                         |                  |                 |
| „Zollmuseum Friedrichs“               | „Zollmuseum Friedrichs“               | Horbacher Straße 497–499 Karte                     | ehemaliges Zollamt Aachen Horbach. Zweigeschossiges Hauptgebäude mit vorgelagertem eingeschossigen Abfertigungsgebäude. Rote Außenverklinkerung. | 1933                    |                  | 3410            |
| weitere Bilder                        | Kath. Pfarrkirche St. Martin          | Horbacher Straße Karte                             | erbaut auf den Fundamenten einer pfalzgräflichen Gutskapelle aus dem 11. Jh. mit einem barocken Kirchenschiff; | 1791                    |                  |                 |
| Kath. Pfarrkirche St. Heinrich        | Kath. Pfarrkirche St. Heinrich        | Horbacher Straße Karte                             | Im 15. Jh. Kapelle aus Vetschauer Sandstein; Neubau 17. Jh. von Langschiff und Chor mit Renaissanceportal | 1632–1652               |                  |                 |
| Panzersperren                         | Panzersperren                         | Horbacher Straße, zw. Horbach und Vetschau Karte   | Teil des Westwalls; Höckerlinie aus Stahlbeton; | 1938/39                 |                  |                 |
| Gutshof (Teile)                       | Gutshof (Teile)                       | Karl-Friedrich-Straße 44a, 46 Karte                | | 1630                    |                  |                 |
| Wohnhaus                              | Wohnhaus                              | Karl-Friedrich-Straße 162 Karte                    | |                         |                  |                 |
| Wohnhaus                              | Wohnhaus                              | Karl-Friedrich-Straße 168 Karte                    | |                         |                  |                 |
| „Haus Ober-Frohnrath“                 | „Haus Ober-Frohnrath“                 | Katzenpolsweg 6–10 (Teile) Karte                   | Ersterwähnung 1112; große regelmäßige hell geschlämmte und ehemals wasserumwehrte Vierflügelanlage mit vier Ecktürmen. Der Eingangsflügel in Werkstein ist eingeschossig, rechts sechs Achsen mit Kreuzstockfenstern, flankiert von zwei Rundtürmen, der Nordflügel trägt die Jahreszahl 1646 in Eisenankern | 1646                    |                  |                 |
| „Gut Küppershof“                      | „Gut Küppershof“                      | Küppershofweg 15 Karte                             | erste Erwähnung 1633 als Lehn des Aachener Marienstiftes; vierflügeliger ehemals wasserumwehrter geschlossener Backsteinhof, zweigeschossiges fünfachsiges Wohnhaus mit Blausteingewänden bzw. Blausteinfesnterbänken; im 19. Jh. zum Teil erneuert | 1755                    |                  |                 |
| „Gut Sieb“                            | „Gut Sieb“                            | Landgraben 66 Karte                                | vierflügelige weiß geschlämmte Hofanlage in Bruch- und Backsteinbauweise mit überstehenden Doppelgiebel; 1982/83 umfassend restauriert | 17. Jh.                 |                  |                 |
| „Haus Linde“                          | „Haus Linde“                          | Laurentiusstraße 16–20 Karte                       | weiß geschlämmte vierflügelige Hofanlage in Bruch- und Backsteinbau mit Blausteinwänden; zweigeschossiges Herrenhaus in sechs Achsen mit Walmdach, Mittelachsen mit Rundbogenfenster vorgezogen mit Turmaufbau und Turmhelm und Jahreszahl 1892; östlicher Wohntrakt zweigeschossig in 2:6 Achsen mit Tordurchfahrt zu den Wirtschaftsgebäuden | 18. Jh.                 |                  |                 |
| „Gut Schmack“                         | „Gut Schmack“                         | Oberdorfstraße 69, 69a Karte                       | |                         |                  |                 |
| „Gut Wesche“                          | „Gut Wesche“                          | Oberdorfstraße 85 Karte                            | | 1712                    |                  |                 |
| „Mönchhof“                            | „Mönchhof“                            | Oberdorfstraße 90 Karte                            | Vierflügeliger Backsteinhof, zweigeschossiges weiß geschlämmtes Wohnhaus in fünf Achsen mit Eisenankern und Jahreszahl 1795; Wirtschaftsgebäude aus dem 19. Jh., zur Straße mit Rundbogenblenden und übergiebelter Tordurchfahrt | 18/19. Jh.              |                  |                 |
| „Gut Bau“                             | „Gut Bau“                             | Oberdorfstraße 92 Karte                            | | 17. Jh.                 |                  |                 |
| „Broicher Hof“                        | „Broicher Hof“                        | Oberdorfstraße 98–100 Karte                        | vierflügeliger Backsteinhof, seitlich angebaut zweigeschossiges Wohnhaus, Frontflügel mit turmartig vorspringenden und mit Pyramidendächern gedeckten Außenachsen, Blaustein-Todurchfahrt mit Allianzwappen v. Broich/v. Schwartzenberg und Jahreszahl 1654im Wappenstein. | 1634                    |                  |                 |
| „Gut Steinstraß“                      | „Gut Steinstraß“                      | Oberdorfstraße 99 Karte                            | Ersterwähnung 1215; Im Keller des Gebäudes befindet sich die Quelle des Horbaches, vierflügeliger Hof in Backstein; zweigeschossiges Wohnhaus mit unregelmäßigen Achsen, zum Teil mit Blausteingewänden; Im inneren des Hofes neue Fenster; Eisenanker mit Jahreszahl 1725 am Wohnhaus und mit 1736 an der Scheune | 1725/1736.              |                  |                 |
| Wohn- und Verwaltungshäuser           | Wohn- und Verwaltungshäuser           | Roermonder Straße 557, 559 Karte                   | |                         |                  |                 |
| Wohnhäuser (Teile)                    | Wohnhäuser (Teile)                    | Roermonder Straße 562, 564 Karte                   | |                         |                  |                 |
| Wohnhäuser                            | Wohnhäuser                            | Roermonder Straße 573–573a, 573b Karte             | Tanzschule |                         |                  |                 |
| Gebäude (Teile)                       | Gebäude (Teile)                       | Roermonder Straße 574–578 Karte                    | |                         |                  |                 |
| Wohnhaus                              | Wohnhaus                              | Scherbstraße 23 Karte                              | |                         |                  |                 |
| weitere Bilder                        | „Gut Obermühle“                       | Scherbstraße 171 Karte                             | oberschlächtige Wassermühle am Amstelbach, bis 1964 Getreidemühle, heute Tagungshaus; dreiflügelige Backsteinanlage, weiß geschlämmtes Wohnhaus zweigeschossig in fünf Achsen, zwischen Wohnhaus und Wirtschaftsgebäuden korbbogige Toreinfahrt; alles 1986 bis 1983 aufwändig restauriert | 13./14. Jh.             |                  |                 |
| weitere Bilder                        | Schloss Schönau                       | Schönauer Allee 20 Karte                           | Erwähnung bereits im 11. Jh.; ehemals wasserumwehrt, errichtet auf Mauerwerk aus dem 16. Jh.; zweigeschossiges Herrenhaus in Backstein auf hohem Sockel in 5:4 Achsen, welches Laurenz Mefferdatis zugesprochen wird, zwei Flügelbauten in 3:1 Achsen und Walmdach, Fenster mit Blausteingewänden; zweiflügelige Vorburg in Backstein mit zweigeschossigem Wohntrakt in sieben Achsen, teils mit Blausteineinfassungen; große Parkanlage                                                       | 1732                    |                  |                 |
| „Groß-Uersfeld“                       | „Groß-Uersfeld“                       | Uersfeld 2 Karte                                   | ehemals drei Höfe: „Mitteluersfeld“ (Haus Ottegraven), „oberer Uersfelder Hof“ (Küppershof) und „Groß-Uersfeld“; Wasserburg auf Fundamenten aus dem 14. Jh.; Erhalten geblieben ist eine weiß geschlämmte von Wasser umgebene vierflügelige Vorburg aus dem 17. Jh. in Backstein mit zwei flankierenden Rundtürmen mit eingebauten Schießscharten, 1611 datiert, Westflügel mit Wappenstein und Jahreszahl 1663; Rundbogentor mit Hausteingewänden; Herrenhaus und Garten nicht mehr erhalten; | 1611                    |                  |                 |